# 咸秉春
咸 秉春（ハム・ビョンチュン、함병춘、1932年2月26日 - 1983年10月9日）は、韓国の外交官、法学者。

## 生涯
1932年、京城生まれ。京畿高等学校を卒業した後渡米し、ノースウェスタン大学経済学科を卒業、専攻を法学に変え1959年、ハーバード大学で法学博士号を取得する。1959年、延世大学校教授に着任、法哲学、英米法、韓国法制史の講義を担当し、新たな研究領域を開拓した。梁承斗と共同で韓国人の法意識に関する研究を実施、韓国語論文のほか英語論文を多数発表した。
1970年、朴正煕大統領の外交安全保障担当特別補佐官となり、1974年駐米大使として赴任した。朴正煕暗殺事件後は延世大学校教授に復帰し法哲学、東洋法制史、法人類学の講義を担当する。1982年全斗煥大統領の秘書室長に就任したが、1983年ビルマのラングーン事件に巻き込まれて殉職した。51歳没。

## 家族
父は副大統領を務めた独立運動家の咸台永（咸秉春はその末っ子）、長男は延世大学校政治外交学科教授の咸在鳳、次男は延世大学校法科大学教授の咸在鶴である。